# Kinneveds distrikt
Kinneveds distrikt är ett distrikt i Falköpings kommun och Västra Götalands län.
Distriktet ligger söder om Falköping.

## Tidigare administrativ tillhörighet
Distriktet inrättades 2016 och utgörs av socknen Kinneved i Falköpings kommun.
Området motsvarar den omfattning Kinneveds församling hade vid årsskiftet 1999/2000.